# Aikoの詩。
『aikoの詩。』（アイコのうた）は、 aikoの3枚目のベスト・アルバム。なお、公式では「シングル・コレクション」と区切っている。2019年6月5日にポニーキャニオンから発売された。

## 解説
ベスト・アルバムの発売としては、2011年2月にリリースされた『まとめ I』及び『まとめ II』以来となった。
本作は、デビュー20周年を記念して1stシングル「あした」から、本作発売時点での最新シングルである38thシングル「ストロー」までのシングル表題曲（両A面含む）を完全網羅（42曲）し、更に厳選したC/W曲を14曲収録した、全56曲。
2019年3月に配信限定シングルとしてリリースした「愛した日」は未収録。
本作発売に当たり、全曲リマスタリングが施されている。
初回限定盤のみカラートレイ仕様。新たに撮り下ろされたスタジオ・ライブ『aiko はじめてのスタジオライブ』の模様を収録した特典DVDが付属。初回限定盤、通常盤ともに、80Pブックレット付。
前ベストである『まとめ I』及び『まとめ II』はシングル・アルバム曲の中から選曲されているため、完全なシングル曲を網羅したコンプリート・ベスト・アルバムは今回が初めてとなる。
ジャケット・ビジュアルは、自身が幼少期の頃にピアノを演奏する写真が使用されている。

## 収録曲

### CD

#### Disc-1
1. 花火
2. KissHug
3. かばん
4. 星のない世界
5. 夢見る隙間
6. 初恋
7. シアワセ
8. 花風
9. ずっと
10. あした
11. 雲は白リンゴは赤
12. プラマイ
13. 戻れない明日
14. ストロー

#### Disc-2
1. えりあし
2. 二人
3. もっと
4. 今度までには
5. 恋をしたのは
6. 桜の時
7. 向かいあわせ
8. milk
9. ４月の雨
10. ロージー
11. キラキラ
12. ホーム
13. 嘆きのキス
14. ボーイフレンド

#### Disc-3
1. あたしの向こう
2. ナキ・ムシ
3. 予告
4. 蝶々結び
5. スター
6. あなたと握手
7. アンドロメダ
8. 横顔
9. 恋のスーパーボール
10. おやすみなさい
11. 君の隣
12. 三国駅
13. Loveletter
14. カブトムシ

#### Disc-4
1. 未来を拾いに
2. 陽と陰
3. こんぺいとう
4. Do you think about me?
5. キスでおこして
6. そんな話
7. 前ならえ。
8. どろぼう
9. テレビゲーム
10. ぬけがら
11. I'm feeling blue
12. ココア
13. 舌打ち
14. 甘い絨毯

### DVD
- aiko はじめてのスタジオライブ

1. ドライヤー
2. 冷凍便
3. 雨は止む
4. 大切な人